# Ariane Fäscher

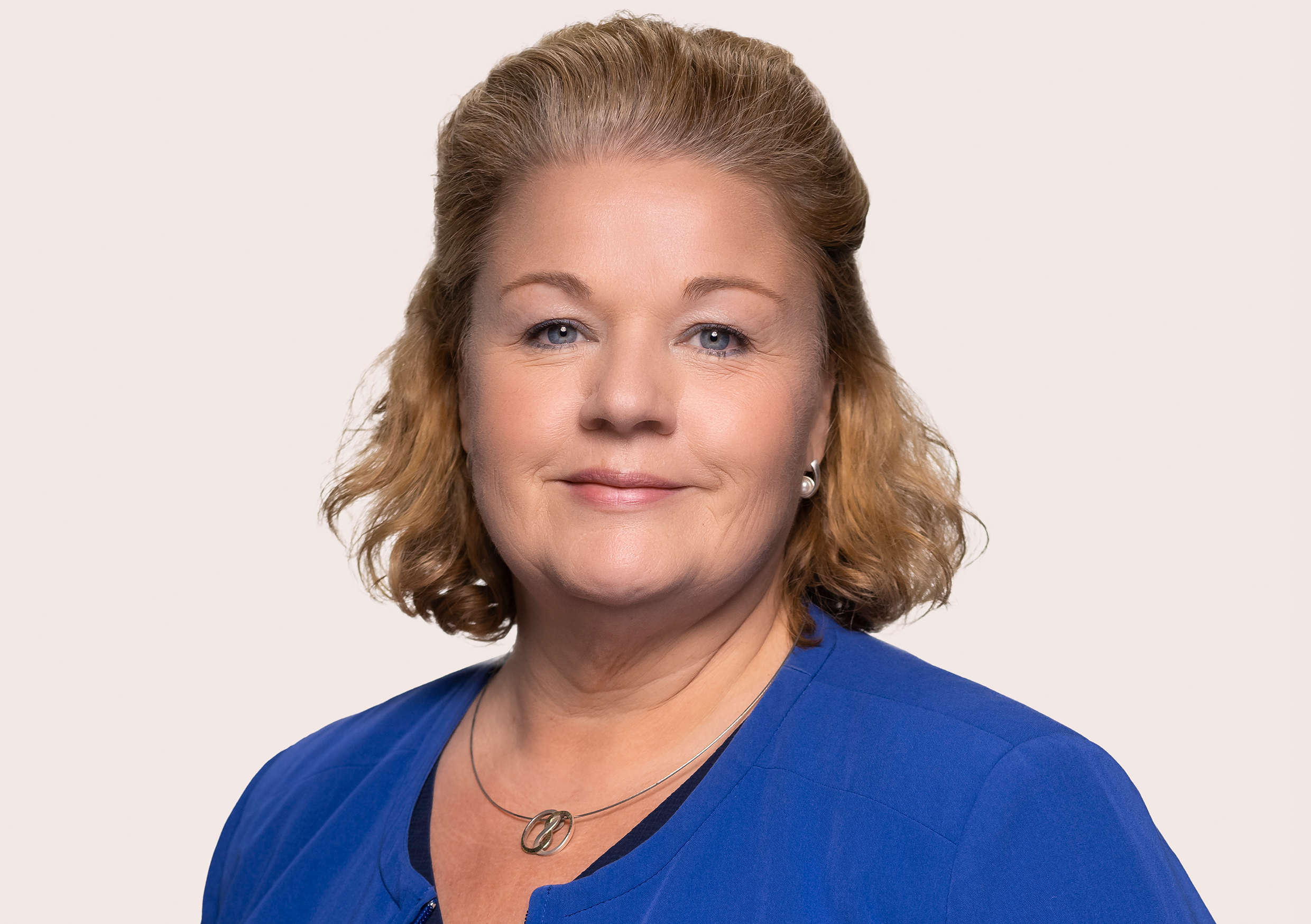
Ariane Fäscher (2021)

Ariane Fäscher (* 1. März 1968 in Münster) ist eine deutsche Politikerin (SPD). Von 2021 bis 2025 war sie Mitglied des Deutschen Bundestages.

## Leben
Fäscher absolvierte im Jahr 1987 in Offenbach am Main ihr Abitur und studierte anschließend bis 1994 Publizistik, Politik und Betriebswirtschaft an der Johannes-Gutenberg-Universität Mainz. Danach war sie beruflich in Erfurt aktiv, wo sie ab 1995 zunächst als Referentin für Marketing und Öffentlichkeitsarbeit bei der Landesentwicklungsgesellschaft Thüringen und anschließend ab 1998 als Pressesprecherin der Messe Erfurt tätig war. Im Jahr 2001 zog sie mit ihrem Mann nach Hohen Neuendorf in Brandenburg und arbeitete zunächst als selbstständige Journalistin und PR-Beraterin, ehe sie ab 2009 als Referentin für Presse- und Öffentlichkeitsarbeit bei der Stadtverwaltung in Hohen Neuendorf angestellt war. Im Jahr 2014 wurde sie dort Fachbereichsleiterin für Marketing.
Darüber hinaus ist Fäscher als Hypnosetherapeutin, systemischer Coach und Unternehmensberaterin tätig.
Fäscher ist laut eigenen Angaben konfessionslos, verheiratet und Mutter von zwei Töchtern.

## Politik
Fäscher war ab 2006 Teil des Aufbaus des Aktionsbündnisses Nordbahngemeinden mit Courage gegen Rechtsextremismus.
In den Jahren 2014 bis 2016 war sie zweite stellvertretende Bürgermeisterin der Stadt Hohen Neuendorf.
In der SPD setzte sie sich im März 2021 gegen zwei Gegenkandidaten für die Nominierung als Bundestagskandidatin im Wahlkreis Oberhavel-Havelland II für die kommende Bundestagswahl 2021 durch. Bei der Bundestagswahl konnte sie sich anschließend mit 26,3 % der Erststimmen im Wahlkreis gegen den bisher amtierenden Uwe Feiler (CDU) durchsetzen und das Direktmandat erringen.
Im Deutschen Bundestag war sie ordentliches Mitglied im Familienausschuss.

## Mitgliedschaften
Ariane Fäscher ist Mitglied der überparteilichen Europa-Union Deutschland, die sich für ein föderales Europa und den europäischen Einigungsprozess einsetzt.